# Iso Hanhisaari (ö i Mellersta Finland)
Iso Hanhisaari är en ö i Finland. Den ligger i sjön Keurusselkä och i kommunen Keuru i den ekonomiska regionen  Keuru ekonomiska region  och landskapet Mellersta Finland, i den södra delen av landet, 220 km norr om huvudstaden Helsingfors. Öns area är 12 hektar och dess största längd är 0,5 kilometer i sydväst-nordöstlig riktning.